# Società Sportiva Pescara 1940-1941
Questa voce raccoglie le informazioni riguardanti la Società Sportiva Pescara nelle competizioni ufficiali della stagione 1940-1941.

## Rosa
| N. |                   | Ruolo | Calciatore           |
| -- | ----------------- | ----- | -------------------- |
|    | Italia (bandiera) | A     | Silvestro Angioletti |
|    | Italia (bandiera) | C     | Mario Brandimarte    |
|    | Italia (bandiera) | A     | Pio Candeloro        |
|    | Italia (bandiera) | A     | Salvatore Centorame  |
|    | Italia (bandiera) | A     | Domenico Cerella     |
|    | Italia (bandiera) | C     | S. Ciani             |
|    | Italia (bandiera) | A     | G. Colacito          |
|    | Italia (bandiera) | A     | Nino Costantini      |
|    | Italia (bandiera) | A     | Armando Creziato     |
|    | Italia (bandiera) | C     | Francesco D'Albenzio |
|    | Italia (bandiera) | A     | A. D'Amico           |
|    | Italia (bandiera) | C     | Alfredo De Angelis   |
|    | Italia (bandiera) | C     | Riccardo Di Santo    |
|    | Italia (bandiera) | P     | Mariano Fabiani      |
|    | Italia (bandiera) | D     | Aldo Ferri           |

| N. |                   | Ruolo | Calciatore        |
| -- | ----------------- | ----- | ----------------- |
|    | Italia (bandiera) | C     | A. Gabini         |
|    | Italia (bandiera) | C     | Gaetano La Porta  |
|    | Italia (bandiera) | C     | Edmondo Maturo    |
|    | Italia (bandiera) | D     | Ostavo Mincarelli |
|    | Italia (bandiera) | P     | Dino Monini       |
|    | Italia (bandiera) | A     | Elio Palozzi      |
|    | Italia (bandiera) | D     | Guglielmo Paludi  |
|    | Italia (bandiera) | P     | Fernando Pezzella |
|    | Italia (bandiera) | C     | Gino Piccinini    |
|    | Italia (bandiera) | D     | Nicola Rotondo    |
|    | Italia (bandiera) | A     | V. Santurbano     |
|    | Italia (bandiera) | D     | Ernesto Savini    |
|    | Italia (bandiera) | A     | Mario Tontodonati |
|    | Italia (bandiera) | C     | G. Troiani        |
|    | Italia (bandiera) | C     | Bruno Ventura     |